# Lochheim (Biebesheim)
Koordinaten: 49° 48′ 9″ N, 8° 27′ 5″ O
Lochheim ist eine Wüstung im Kreis Groß-Gerau im Regierungsbezirk Darmstadt in Hessen bei Biebesheim am Rhein und Stockstadt am Rhein. Von einigen Autoren wird der Ort mit dem Platz gleichgesetzt, an dem Hagen von Tronje den Nibelungenhort versenkt haben soll.

## Lage
Lochheim wird nordwestlich bis nordnordwestlich der Ortslage Biebesheim am Rhein, in der heutigen Gemarkung „Kleines Lochheim“ im nördlichsten Zipfel des Gebietes der Gemeinde Biebesheim am Rhein vermutet (knapp 2,8 km nordwestlich des Bahnhofs Biebesheim).

## Geschichte
Im Lorscher Codex sind acht Schenkungen in der Gemarkung von Lochheim an das Kloster Lorsch unter der Regentschaft Karls des Großen überliefert (Urkunden Nr. CL 186 – CL 193, ausgestellt zwischen dem 9. Oktober 770 und dem 6. Juni 799). Die Lage des Ortes wird dabei als im Oberrheingau und direkt am Rhein gelegen bestimmt. Mit CL 187, der ältesten Urkunde aus Karls dritten Regentschaftsjahr (zwischen dem 9. Oktober 770 und dem 8. Oktober 771), wurde dem Kloster eine Wiese übertragen. In CL 186 ist als weiterer Ort Elmarsbach (Wüstung westlich von Erfelden am Altrhein) mitgenannt.
In einer Abgabenliste, deren Vorlagen auf die Jahre 780–850 zurückgehen, wird unter zahlreichen abgabepflichtigen Orten Locheim (Lochheim) zwischen Eich und Elmarsbach aufgezählt.
815 erfolgte eine weitere Schenkung in der Gemarkung von Lohheim (Lochheim) an das Kloster Hersfeld.
1209 tauschten vier Biebesheimer Erben eine Wiese in Locheim (Lochheim) gegen Ackerland des Klosters Eberbach. Eine undatierte Notiz auf der Rückseite einer Kloster Eberbacher Urkunde aus dem Jahr 1210 erwähnt: „dimidium mansum in loco, qui dicitur Locheim, qui totus redactus est in pratum“ (eine halbe Manse an dem Ort, der Lochheim genannt wird, die vollständig zu Wiesenland geworden ist).
In einer Aufzählung der zur comitia Wolfskehlen gehörigen Dörfer aus dem Jahr 1252 wird Lochheim nicht aufgeführt.
Fichter vermutet, dass Lochheim aus einer römischen Villa rustica entstanden sei; archäologische Belege für diese These liegen bisher nicht vor. Diese Villa rustica sei im 8. Jahrhundert fränkisches Königsgut gewesen und 815 von Theodrada, einer Tochter Karls des Großen, dem Kloster Hersfeld geschenkt worden. Der 815 in der Schenkungsurkunde erwähnte und 1738 auf einer Landkarte eingetragene Wingert in der Gemarkung sei von der Spätantike bis ins 18. Jahrhundert durchgehend genutzt worden, ebenso sei der Flurzuschnitt der Villa rustica bis zur Flurbereinigung im 20. Jahrhundert erhalten geblieben.
Die Erwähnung in superiori Locheim (in Ober-Lochheim) im Jahr 792 setzt die Existenz eines Nieder-Lochheims voraus. Nach Fichter entspricht Ober-Lochheim der Villa rustica, während Nieder-Lochheim kleinere Höfe nördlich davon, an der Modaumündung (auf dem Gebiet der Gemeinde Stockstadt am Rhein), umfasst habe. Hier verortet Fichter auch die Kirche des Ortes.

### Historische Namensformen
Historische Namensformen (in Klammern das Jahr der Erwähnung):
- uilla Locheim (770–771/85/88/90)
- superiori Locheim, in (792)
- Locheim (793/99)
- villa Lohheim (815)
- Locheim (1209)
- Lochheim, locus, qui dicitur (undatiert, nach 1210)
- Lochem (2. Hälfte 14. Jahrhundert)
- Lochen, off dene (1487)
- Flochum, uf(f) (1555)
- Oberlochheim
- Niederlochheim
- Lochheim.

Die Namensform „Flochheim“ soll durch falsche Trennung aus der Ortsbezeichnung „uff Lochheim“ entstanden sein.

## Nibelungenhort
Seit Anfang des 19. Jahrhunderts wird Lochheim mit dem im Nibelungenlied erwähnten Ort Lôche gleichgesetzt. Hier soll Hagen von Tronje den Nibelungenhort im Rhein versenkt haben: „er schvtten da ce Lôche allen in den Rin“ (er schüttete [ihn] da zu Lôche gänzlich in den Rhein). Diese Gleichsetzung war bereits im 19. Jahrhundert umstritten. Trotz der Unklarheit über den tatsächlichen Ort haben verschiedene Schatzsucher versucht, den Nibelungenhort im Bereich des Rheinknies zu finden, insbesondere am Schwarzen Ort, der schärfsten Krümmung des Rheins. So behaupten beispielsweise zwei medienwirksam auftretende Schatzsucher seit 2003, sie hätten den genauen Ort lokalisiert, den Schatz aber noch nicht bergen können.